# 紇豆陵歩藩
紇豆陵歩藩（こつとうりょう ほはん、? - 530年）は、中国の南北朝時代の費也頭の首長。歩蕃とも。河西の人。

## 人物
姚薇元は紇豆陵氏を鮮卑の紇突隣部の後裔とみなしている。永安3年（530年）、歩藩は北魏の孝荘帝の密命を受けて、爾朱氏の本拠を襲うべく、秀容に入り、晋陽に迫った。爾朱兆は高歓を召し出そうとしたが、高歓は賀抜焉過児の進言を受けて爾朱兆を疲弊させるべくゆっくりと進軍し、汾河に橋がなく渡ることができないと言い訳をした。12月、歩藩は爾朱兆を破った。爾朱兆がさらに高歓の救援を求めると、高歓は爾朱兆とともに楽平郡で歩藩を撃破し、歩藩は秀容の石鼓山で斬られた。

## 子孫
歩藩の6代子孫の豆善富の墓誌が中国河南省洛陽市から出土しており、墓誌は開封市博物館が所蔵している。墓誌によると、歩藩の一族は、北魏末期に高句麗に亡命しており、高句麗ではある程度の高位の政治的地位を有していた。その後一族は、高句麗滅亡に際し、唐に帰属している。
豆善富の先祖が高句麗に亡命したのは歩藩の時である。しかし、豆善富の6代先祖と記録されている歩藩は高歓に敗れて死亡したことが史料に記録されている。史料によると、歩藩死亡後、一族は四散して逃亡ており、豆善富の先祖はこの過程で高句麗に亡命したとみられる。北魏末期から北斉建国にかけての動乱期に華北の軍人集団が高句麗に帰附した事例である。